# Beinn Uidhe
Beinn Uidhe är ett berg i Storbritannien.   Det ligger i kommunen Highland och riksdelen Skottland, i den norra delen av landet, 800 km norr om huvudstaden London. Toppen på Beinn Uidhe är 733 meter över havet, eller 113 meter över den omgivande terrängen. Bredden vid basen är 2,9 km.
Terrängen runt Beinn Uidhe är huvudsakligen kuperad. Trakten runt Beinn Uidhe är nära nog obefolkad, med mindre än två invånare per kvadratkilometer. Närmaste större samhälle är Lochinver, 19,0 km väster om Beinn Uidhe. I omgivningarna runt Beinn Uidhe växer i huvudsak blandskog.